# Divjina
Divjina je naravno okolje na Zemlji, ki ni bila bistveno spremenjena zaradi človeške dejavnosti. Lahko se opredeli tudi kot: »Najbolj nedotaknjena, divje naravna območja brez motenj na našem planetu, tisti, zadnji res divji kraji, ki jih ljudje ne nadzirajo in niso obremenjeni s cestami, cevovodi ali drugo industrijsko infrastrukturo«.
Nekatere vlade divjino ustanovijo z zakonom ali upravnim aktom, običajno na kopnem, ki ni bilo v veliki meri spremenjeno zaradi človeških dejavnosti. Glavna njena značilnost je, da je človeška aktivnost znatno omejena. Ti ukrepi skušajo ne le ohraniti, kar že obstaja, ampak tudi spodbujati in pospeševati naravno izražanje in razvoj. Divjino je mogoče najti v rezervatih, državnih gozdovih, narodnih parkih in celo v mestih ob rekah, soteskah ali kako drugače nerazvitih območjih. Ta območja veljajo za pomembna za preživetje nekaterih vrst, biotsko raznovrstnost, ekološke raziskave, ohranjanje, samoto in rekreacijo. Divjina je zelo cenjena zaradi kulturnih, duhovnih, moralnih in estetskih razlogov. Nekateri pisci o narave menijo, da so območja divjine bistvenega pomena za človeškega duha in ustvarjalnost. [2] Prav tako lahko ohranja tudi zgodovinske genetske lastnosti in zagotavlja življenjski prostor prosto živečim živalskim in rastlinskim vrstam, ki jih je težko poustvariti v živalskih vrtovih, arboretumih ali laboratorijih.
Fundacija WILD navaja, da imajo območja divjine dve dimenziji: morajo biti biološko nepoškodovana in pravno zaščitena. Svetovna zveza za varstvo narave (IUCN) razvršča divjino na dveh ravneh, Ia (strogi naravni rezervat –Strict Nature Reserves) in Ib (divjina – Wilderness Areas). Večina znanstvenikov in okoljevarstvenikov se strinja, da ni prostora na zemlji popolnoma neprizadetega od človeštva, bodisi zaradi pretekle zasedbe avtohtonih prebivalcev ali zaradi globalnih procesov, kot so podnebne spremembe. Aktivnosti na robu posebnih območij divjine, kot so zatiranje požarov in prekinitev migracij živali, vplivajo tudi na notranjost divjine.
Zlasti v bogatejših, industrializiranih državah, ima divjina poseben pravni pomen, to je zemljišče, kjer je razvoj z zakonom prepovedan. Mnogi narodi so določili divjino, vključno Avstralija, Kanada, Nova Zelandija, Južna Afrika, ZDA in več držav v Evropi. Veliko novih parkov se trenutno načrtuje ali so pravna opravila v različnih fazah v parlamentih in pri zakonodajalcu na poziv posameznikov in organizacij po vsem svetu.
Slovenska beseda "divjina" (angl. wilderness) pomeni nenaseljen, nekultiviran svet, to je naravno okolje, ki ga človekova dejavnost še ni bistveno spremenila. Območja divjine so območja, kjer deluje narava ter se divje živali in rastline nemoteno razvijajo. Gre za velika območja kopnega ali morja, ki so skupaj s prvotnimi rastlinskimi in živalskimi združbami in ekosistemi, katerih sestavni del so, v naravnem stanju ter kjer je treba preprečiti večje posredovanje človeka. Divjina še vedno predstavlja 46 odstotkov kopnega na svetu.

## Zgodovina

### Staro obdobje in srednji vek
Pogledal skozi objektiv vizualnih umetnosti, so bili narava in divjost pomembni subjekti različnih obdobij svetovne zgodovine. Zgodnja tradicija krajinske umetnosti je iz obdobja dinastije Tang (618-907). Tradicija, ki predstavlja naravo, je postala eden od ciljev kitajskega slikarstva in je imela pomemben vpliv na azijske umetnosti. Umetniki v tradiciji Shan shui (lit. gore-vode-slika) so se naučili prikazovati gore in reke »z vidika narave kot celote in na podlagi njihovega razumevanja zakonov narave ... kot da bi videl skozi oči ptice.« V 13. stoletju je Shih Erh Chi priporočal izogibanje slikanju »prizorov, ki nimajo nobenega kraja bi ga narava naredila nedostopnega.« 
Za večino človeške zgodovine, je bil večji del Zemlje divjina in človeška pozornost je bila osredotočena na poseljena območja. Prvi znani zakoni, ki so ščitili dele narave segajo nazaj v babilonski imperij in kitajska cesarstva. Ašoka Veliki, Mavrijski kralj, je z Ašokovim ediktom sprejel prvi zakon na svetu za zaščito rastlinskih in živalskih vrst okoli 3. stoletja pr. n. št.. V srednjem veku so angleški kralji začeli med prvimi na svetu zavestna prizadevanja za zaščito naravnih območij. Bili so motivirani z željo za zasebni lov na divje živali in ne toliko želje po ohranjanju in zaščiti divjine. Kljub temu, da bi imeli živali za lov, so jih morali zaščititi pred lovom za samooskrbo in zemljišča pred vaščani, ki so zbirali drva. Podobni ukrepi so bili uvedeni tudi v drugih evropskih državah.

### 19. stoletje do danes
Zamisel o divjini, ki ima bistveno vrednost, se je pojavila v zahodnem svetu v 19. stoletju. Britanska umetnika John Constable in J. M. W. Turner sta v svojih slikah svojo pozornost namenila zajemanju lepote naravnega sveta. Pred tem so bile slike predvsem iz verskih prizorov ali človeka. Poezija Williama Wordswortha je opisovala čudež naravnega sveta, ki je bil prej obravnavan kot nevaren mestu. Čedalje bolj je vrednotenje narave postalo vidik zahodne kulture.
Sredi 19. stoletja, v Nemčiji, je Scientific Conservation, kot je bila imenovana, zagovarjala »učinkovito rabo naravnih virov z uporabo znanosti in tehnologije«. Koncept gospodarjenja z gozdovi, ki je temelji na nemškem pristopu so uporabili tudi v drugih delih sveta, vendar z različnim uspehom. Tekom 19. stoletja je divjina postala kraj za uživanje in zaščitito, zato se je v drugi polovici 19. stoletja razvilo gibanje za ohranjenost. Reke so bile za raftanje, na gore so se vzpenjali samo zaradi rekreacije.
Leta 1861, po intenzivnem lobiranju s strani umetnikov (slikarjev), je francoska Vojaška agencija za vode in gozdove nastavila »umetniški rezervat« v Fontainebleaujskem gozdu. S skupno 1 097 hektarji je znan kot prvi naravni rezervat na svetu.
Globalno ohranjanje je postalo vprašanje v času razpada britanskega imperija v Afriki v poznih 1940-ih. Britanija je tam ustanovila velike rezervate za ohranjanje divjih živali. Kot že včasih, ta interes po ohranjanju je imel gospodarski motiv: v tem primeru lov na veliko divjad. Kljub temu pa je to privedlo v 1950-ih in začetku 1960-ih do spoznanja in potrebe po zaščiti velikih območij  divjine za ohranitev prosto živečih živali po vsem svetu. World Wildlife Fund (WWF), ustanovljena leta 1961, je zrasla v eno od največjih tovrstnih organizacij na svetu.
Zgodnji okoljevarstveniki so se zavzeli za oblikovanje pravnega mehanizma, s katerim bi se lahko določile meje človekovih dejavnosti za ohranitev naravne in edinstvenost zemljišč za uživanje in uporabo prihodnjih generacij. Ta globok premik v miselnosti je dosegla vrhunec v ZDA s sprejetjem Zakona o divjini leta 1964, kar je omogočilo, da so dele ameriških državnih gozdov označili kot »rezervat divjine«. Podobna dejanja, kot je zakon »Eastern Wilderness Act«, so mu sledila.
Pobude za ohranitev divjine so se še naprej povečevale. Obstaja večje število projektov za zaščito tropskih deževnih gozdov. Obstajajo tudi veliki projekti za ohranjanje območij divjine, kot je Zaščita borealnega gozda v Kanadi. Okvir poziva k ohranjanju 50 odstotkov od 6.000.000 kvadratnih kilometrov severnih gozdov na kanadskem severu. Poleg organizacije World Wildlife Fund, so podobne še društva Wildlife Conservation Society, WILD Foundation, The Nature Conservancy, Conservation International, The Wilderness Society (United States) in mnoge druge, ki so aktivne pri teh prizadevanjih za ohranjanje.
V 21. stoletju je nastal še en rahel premik v miselnost o divjini in teoriji. Zdaj je razumljivo, da  preprosto risanje črt po karti in razglasitev divjine ni nujno, da bo to tudi divjina. Pokrajine so zapleteno povezane in hitro se zgodi da od zunaj kaj vpliva na divjino. Na primer, onesnaževanje zraka v Los Angelesu in kalifornijski osrednji dolini vpliva na Kern Canyon in narodni park Sekvoj. Narodni park ima kilometre »divjine«, vendar je zrak napolnjen z onesnaženjem iz doline. To povzroča paradoks, kaj je res divjina; ključno vprašanje o divjini v 21. stoletju.

## Narodni parki
Oblikovanje narodnih parkov, ki se je začelo v 19. stoletju, je ohranilo nekaj še posebej privlačne in opazne pokrajine, vendar je gospodarsko udejstvovanje, način življenja in rekreacija v kombinaciji s povečanjem človeške populacije krivo za spremembe relativno neokrnjenih območij. Človekovo delovanje pogosto negativno vpliva na avtohtono floro in favno. Kot taki, za boljšo zaščito kritičnih habitatov in ohranjanje majhnega vpliva rekreacijskih možnosti, so pravni pojmi »divjina« ustanovljeni v številnih državah, začenši z Združenimi državami.
Prvi narodni park je bil Yellowstone, za katerega je zakon podpisal predsednik ZDA Ulysses S. Grant 1. marca 1872. Zakon je razglasil Yellowstone za zemljišče, »ki je rezervirano in umaknjeno iz poselitve, zasedenosti ali prodaje v skladu z zakoni Združenih držav Amerike in se namensko izločijo kot javni park ali prijetno ozemlje v korist in zadovoljstvo ljudi.« 
Drugi narodni park na svetu je bil Kraljevi narodni park (Royal National Park), ki se nahaja le 32 km južno od Sydneya v Avstraliji in je bil ustanovljen leta 1879.
Koncept narodnih parkov se je kmalu prijel v Kanadi, ki je ustanovila Narodni park Banff leta 1885, hkrati z izgradnjo transkontinentalne železniške proge Canadian Pacific Railway. Vzpostavitev tega in drugih parkov je pokazala, da ljudje vedno bolj cenijo divjo naravo, toda tudi ekonomsko realnost. Železnica je želela pritegniti ljudi, da bi potovali na zahod. Parki, kot sta Banff in Yellowstone sta pridobila korist, ker so železnice oglaševale potovanja v »velike divje prostore« Severne Amerike. Ko je postal predsednik Združenih držav Amerike Teddy Roosevelt, se je zavzel za povečanje sistema ameriških narodnih parkov in vzpostavil sistem državnih gozdov (National Forest).
V 1920-ih so potovali po vsej Severni Ameriki z vlakom, saj je »divjina« (pogosto so jo ogledovali le skozi okna) postala zelo priljubljena. To je privedlo do komercializacije nekaterih kanadskih narodnih parkov z gradnjo velikih hotelov, kot sta Banff Springs Hotel in Chateau Lake Louise.
Kljub podobnim imenom, se narodni parki v Angliji in Walesu precej razlikujejo od narodnih parkov v mnogih drugih državah. Za razliko od večine ostalih držav tukaj označen narodni park lahko vključuje precejšnja naselja in človekovo rabo zemljišč, ki so pogosto sestavni del pokrajine, saj so zemljišča v narodnem parku še vedno v veliki meri v zasebni lasti. Vsak park upravlja svoja uprava parka.
Odsek za varstvo prirode in prirodnih spomenikov pri Muzejskem društvu je leta 1920 Pokrajinski vladi za Slovenijo predložil znamenito Spomenico, katere zahteva je bila ustanovitev varstvenih parkov po zgledu drugih držav. Ustanovitev Alpskega varstvenega parka se je leta 1924 (površina 1.400 ha) posrečila Odseku za varstvo prirode in prirodnih znamenitosti in Slovenskemu planinskemu društvu za samo 20 let. Prvič je bilo ime Triglavski narodni park uporabljeno leta 1926. Ljudska skupščina Ljudske Republike Slovenije je dne 26. maja 1961 sprejela Odlok o razglasitvi Doline Triglavskih jezer za narodni park pod imenom Triglavski narodni park (površina 2.000 ha). Razširitev parka je bila sprejeta 27. maja 1981 z Zakonom o Triglavskem narodnem parku (Površina: 83.807 ha oz. 838,07 km² ali 4% površine Slovenije).

## Uradna oznaka “divjina”
Ker je bilo z narodnim parkom Yellowstone prvič leta 1872 zaščiteno veliko območje divjine, je bilo treba natančneje opredeliti pojem. Te opredelitve in zahteve v zvezi s tem, so po svetu zelo različne.

### Conservation International
Kot divjina je pri Conservation International opredeljeno območje, kjer je še 70 odstotkov ali več prvotne vegetacije, ki obsegajo več kot 10.000 kvadratnih kilometrov in kjer živi manj kot pet ljudi na kvadratni kilometer. (Ta opredelitev zajema večino od 37 področij.)
Conservation International (CI) je neprofitna organizacija s sedežem v Washingtonu. Njihov cilj je ohranjanje svetovne biotske raznovrstnosti rastlin, živali in pokrajin. Conservation International daje poseben poudarek na »vročih točk biotske raznovrstnosti«, tj. območjih s posebno biotsko raznovrstnostjo na kopnem in v morju po svetu.
CI je leta 1987, med drugim, ustanovil Spencer Beebe in zdaj zaposluje okoli 900 delavcev. Deluje v 45 državah, s poudarkom na državah v razvoju v Afriki, Aziji, Oceaniji in Srednji in Južni Ameriki. Organizacija je bila znana tudi pod sodelovanju z lokalnimi nevladnimi organizacijami in avtohtonimi prebivalci v zavarovanih območjih.

### International Union of Conservation Nature - IUCN
Mednarodna zveza za varstvo narave in naravnih virov (IUCN) opredeljuje divjino manj odvisno od površine in še bolj v smislu zavarovanih območij (Wilderness Area IUCN Ib):
»Kot divjina se uporablja široko, prvotno ali le nekoliko preoblikovano področje, ki je ohranila svojo prvotno podobo, z v veliki meri nemoteno habitatno dinamiko in biotsko raznovrstnostjo, v kateri ne obstajajo stalna naselja in druga infrastruktura in služi varstvu in upravljanju z namenom pridobiti prvotni značaj.«
IUCN je mednarodna nevladna organizacija. Njihov cilj je ozaveščanje človeške družbe za ohranjanje narave in divjih živali in vplivati nanje tako, da je zagotovljena trajnostna in okolju prijazna raba virov.
IUCN je med drugim sestavila Rdeči seznam IUCN in kategorizirala zaščitena območja, ki jih je pripravila Svetovna komisija za zavarovana območja (World Commission on Protected Areas).

### Evropa
Februarja 2009 je Evropski parlament, na zahtevo številnih nevladnih organizacij (NVO) (ni pravno zavezujoč), sprejel resolucijo za zaščito območij divjine v Evropi, ki jih je treba vključiti v omrežje Nature 2000. Potem so NVO oblikovale delovno skupino (European Wilderness Working Group) za določitev priporočil, ki so bila končana leta 2012. Vanj je bila vključena sledeča definicija divjine:
»Divjina je območje urejeno z naravnimi procesi, je sestavljena iz avtohtonih habitatov in vrst, in je dovolj velika za ekološko delovanje naravnih procesov in oblikovanje naravnih struktur. Je nedotaknjena in zdi se, da nanjo primarno vplivajo sile narave. Je nerazvita, brez naselij, cest in vizualnih motenj.« (European Wilderness Working Group, september 2011) 
WWF organizacija je dala pobudo za fundacijo PAN Parks, ki je začela vrednotiti najmanj 100 km² velika območja za določitev divjine kot »velika naravna območja«.
Po prevzemu PAN Parks s strani European Wilderness Society (EWS) v letu 2014, je EWS predlagala omejitev najmanjše velikosti »prave divjine« v jedru teh zaščitenih območij do 30 kvadratnih kilometrov. Robovi naj bi se nato razvijali v nadaljevanju. Da je v Evropi le nekaj območij, ki izpolnjujejo stroga IUCN merila za območja divjine, so dodatno opredelili tako imenovane »Wild region« (Območja divjine) in predlagali tudi:
«Jedra območja divjine, ki izpolnjujejo European Wilderness Quality Standard and Audit System »Bronze- or Silver Standards«, so divja področja, ki imajo visoko raven prevlade naravnih procesov in naravnega okolja. To so po navadi posamična manjša in bolj razdrobljena območja divjine kot »Gold- or Platinum Standard«, čeprav pogosto pokrivajo obsežne predele. Stanje njihovega naravnega habitata, procesov in ustreznih vrst, pa se je pogosto delno ali bistveno spremenilo s preteklimi človeškimi dejavnostmi, kot so črede živine, lov, ribolov in nabiranje gozdnih sadežev in gob.« 

### Nova Zelandija
V Novi Zelandiji za divjino velja nenaseljeno območje, za katerega »potrebujete vsaj dva dni hoje za prečkanje«, kar ustreza 1500-5000 kvadratnim kilometrom.
Na Novi Zelandiji obstaja sedem območij divjine, ki jih določa zakon o narodnih parkih 1980 in Zakona o ohranjanju 1987, in spadajo tudi v definicije IUCN. Divjina ne sme imeti nobenega človeškega posredovanja, lahko so le avtohtone vrste ponovno uvedene v območje, če je to združljivo s strategijami ohranjanja in upravljanja.
Zakon o ohranjanju 1987 preprečuje dostop vozil in živine, gradnjo poti in stavb, vsi avtohtoni naravni viri so zaščiteni. Na splošno so večji kot 40.000 ha.

### Združene države Amerike
V skladu z zakonom o varstvu divjine 1964 (Wilderness Act) je velikost območja v ZDA vsaj 20 kvadratnih kilometrov, nenaseljenih, naravne krajine ali otokov, ki je lahko tudi manjša. Območja Divjine sprejme ameriški kongres z zakonom. Obstaja 757 (2012) Divjin v 44 od 50 zveznih držav ZDA in Portorika.

### Zahodna Avstralija
V Zahodni Avstraliji je divjina področje, ki ima oceno kakovosti divjine 12 ali več in ustreza najnižji velikosti 8.000 hektarjev v zmernih območjih ali 20.000 hektarjev v sušnih in tropskih območjih. Območje divjine je razglašeno v skladu z 62. (1) (a) členom Zakona o ohranjanju in upravljanju 1984, ki ga je sprejel minister za vsa zemljišča, ki so dodeljena Komisiji za ohranitev Zahodne Avstralije.

### Karta sveta
Osnova tega zemljevida je prvotna vegetacija zemlje, natančnejši potencial, klimatogeno coniranje, na katero izvaja človek bolj ali manj močan vpliv.
Območja divjine, ki temeljijo na rezultatih teh treh študij:
- prizadete pokrajine slabe naravne divjine. Imajo "človeški indeks odtisa" ≤ 10 (natančna območja v tej kategoriji so del karte zoobar, ki so dostopne preko "povezave" vsake regije iz člena → WWF eko regije).)
  - za Evropo brez Rusije "Top 10% divje območij".
- Skoraj nespremenjeno jedro divjine se kaže v treeless pokrajine so površine s HFI ≤. 1
  - V potencialnih gozdnih površinah namesto džungla/puščava temeljijo na Intact Forest Landscapes